# 113214 Vinkó
A 113214 Vinkó (ideiglenes jelöléssel 2002 RT118) a Naprendszer kisbolygóövében található aszteroida. Sárneczky Krisztián fedezte fel 2002. szeptember 9-én.

## Felfedezése
Sárneczky 2002. szeptember 8-án találta meg, 20-as magnitúdónál. Az 5–6 km-es égitestet novemberig sikerült követni, majd kiderült, hogy 1960-ban már több éjszakán is észlelték a Palomar-hegyről, de végül ezeket a megfigyeléseket felfedezés előtti észleléseknek minősítette a Nemzetközi Csillagászati Unió. Előkerültek 1997-es, 2000-es és 2003-as megfigyelések is, de csak egy-egy éjszakáról, így meg kellett várni a kedvező 2005-ös oppozíciót, hogy megkaphassa sorszámát.

## Névadója
Nevét Vinkó Józsefről, a Szegedi Tudományegyetem csillagászáról kapta. Vinkó tucatnyi szupernóva társfelfedezője, fő kutatási területe a robbanó napok, a nóvák és szupernóvák vizsgálata.